# Indirect Immunoperoxidase Assay
Der Indirect immunoperoxidase assay (engl. dt. etwa ‚indirekter Immunperoxidasetest‘, IPA) ist eine virologische Methode zum Nachweis und zur Quantifizierung von Viren. Der IPA ist eine virologische Variante der Immunhistochemie in einem zellbasierten Immunoassay und wurde in der virologischen Diagnostik eingesetzt.

## Prinzip
Der IPA wird vor allem bei Viren ohne zytopathischen Effekt (nicht-lytische Viren) zur Bestimmung eines Titers verwendet. Nicht-lytische Viren können im Gegensatz zu lytischen Viren nicht in einem Plaque-Assay gemessen werden, weshalb dafür meistens ein IPA oder andere TCID50-Assays verwendet werden, z. B. beim Nachweis der humanen Coronaviren SARS-CoV, CoV 229E und CoV OC43, oder beim Hepatitis-A-Virus. Beim IPA werden Zellkulturen mit Verdünnungsreihen der Viren inokuliert, nach Ablauf eines Zeitraums der viralen Replikation werden die Zellen fixiert, mit Antikörpern versehen und per Immunfärbung nachgewiesen und unter einem Mikroskop ausgezählt. Der IPA kann anstatt einer unbekannten Viruskonzentration auch – bei bekannter Viruskonzentration – zur Bestimmung von Antikörpern verwendet werden, z. B. beim Humanen Cytomegalievirus oder Rotaviren.